# Марианское движение священников
Марианское движение священников (MMP), Католическое движение, основанное итальянским священником Стефано Гобби (22 марта 1930 — 29 июня 2011) 13 октября 1972 года в 55 годовщину явления Фатимской Божьей Матери.
Согласно источникам движения, в настоящее время его членами являются более 400 епископов, более 100 000 священников и несколько миллионов мирян-католиков по всему миру. Штаб-квартира Марианского движения расположена в Милане.

## Создание
8 мая 1972 года итальянский священник из Милана Стефано Гобби участвовал в паломничестве в Фатиму. Как сообщал сам священник, после молитвы он услышал внутренний голос, побуждающий его организовать новое католическое движение, которое помогло бы объединить священников вокруг почитания Непорочного Сердца Девы Марии.
После консультаций с духовником, в октябре того же года Гобби и ещё два священника объявили о создании движения в городе Комо, Италия. Инициатива получила отклик, в следующем году в движении состояло уже более 80 священников, 25 из которых приняли участие в первом съезде движения в сентябре 1973 года в Сан-Витторино под Римом.
С начала основания движения о. Гобби записывал мысли и воззвания, которые он приписывал Деве Марии. Сам Гобби никогда не говорил о видимых явлениях Богородицы, но говорил, что эти послания возникали в его душе после молитв к Пречистой Деве. В 1997 году записи были изданы в виде книги под названием «Священникам, любимым сынам Девы Марии». Записи охватывают 24 года жизни о. Гобби.

## Реакция Ватикана
Реакция Святого Престола на движение и в особенности на послания, записанные священником, была осторожной и остаётся темой различных интерпретаций. В октябре 1994 года архиепископ Агостино Каччавиллан написал письмо Гобби, в котором сообщал, что ряд членов Конгрегации доктрины веры полагает, что послания, которые он приписывает Деве Марии, являются его собственными размышлениями. В письме Гобби просили более не атрибутировать мысли и воззвания в своих записях «голосу Девы Марии». В ответ Гобби заявил, что убеждён, что «послания» являются подлинными воззваниями Богородицы и просил у Святого Престола дальнейших разъяснений. Особо отмечалось, что письмо, направленное к Гобби, выражало частное мнение отдельных высокопоставленных клириков и не было оформлено, как официальное решение Конгрегации доктрины веры.
Никаких официальных постановлений Святого Престола, однозначно одобряющих или не одобряющих записи Гобби, изданные впоследствии как книга, так и не вышло. Вместе с тем, в Марианском движении принимает участие ряд кардиналов и высокопоставленных архиепископов, и это не вызывало возражений Ватикана. Три кардинала, Иоанн Батист У, Бернардино Эчеверрия Руис и Игнатий Мусса I поставили свой имприматур на книгу Гобби. Папа Иоанн Павел II встречался с отцом Гобби и послал благословение американскому отделению движения, но не предоставил свой имприматур на его книгу.

## Задачи и особенности движения
Задачи движения были определены Стефано Гобби при его создании — объединить священников при помощи мирян вокруг культа Непорочного Сердца Марии для укрепления единства и католической веры. Три главных принципа движения сформулированы самим о. Гобби — посвятить самого себя Непорочному Сердцу Богородицы, соблюдать единство и преданность Папе римскому, призывать верных к почитанию Девы Марии.
Движение не предлагает каких либо собственных молитвенных практик, но призывает священников и верных чаще использовать в своей жизни традиционные для Католической церкви практики, такие как молитва Розария или поклонение Святым Дарам.
Молитвенное собрание членов движения носит название «сенакулум» (англ. cenacle, лат. cenaculum) по названию горницы, где собирались апостолы после Вознесения Христа (Деян. 1:13). В этом же помещении по христианскому преданию проходила Тайная вечеря. «Сенакулум» в Мехико 27 ноября 1994 года проходил на городском стадионе и собрал 20 000 человек.